# Synema longispinosum
Synema longispinosum är en spindelart som beskrevs av Dahl 1907. Synema longispinosum ingår i släktet Synema och familjen krabbspindlar. Inga underarter finns listade i Catalogue of Life.